# Pierre Le Trividic
Pierre Le Trividic (* 12. April 1898 in Rouen; † 23. Januar 1960 in Rouen) war ein französischer Maler und Buchillustrator der École de Rouen.

## Leben
Pierre Lucien Le Trividic wurde am 12. April 1898 in Rouen als Sohn des Schriftsetzers Émile Édouard Le Trividic und der Zélie Désirée Lantru geboren. Er besuchte zunächst die Grundschule Thomas-Corneille und wechselte dann auf das Lycée Corneille. Anschließend setzte er sein Studium an der École des beaux-arts de Rouen fort.
Le Trividic erhielt 1915 den Pellecat-Preis der Akademie der Wissenschaften, der schönen Künste und der Künste von Rouen. Seine künstlerischen Fähigkeiten erstrecken sich auf die Ölmalerei, das Aquarell und die Kohlezeichnung. Bekannt wurde er vor allem durch seine Ansichten von Rouen und Umgebung sowie durch seine Buchillustrationen.
Als Chronist widmete Pierre Le Trividic sein Leben der Dokumentation der Stadt Rouen. Sein Werk umfasst fast vierzig Jahre und fängt die alltägliche Atmosphäre und die Geschichte Rouens ein. Mit einem Auge fürs Detail, das die mittelalterlichen und modernen Aspekte der Stadt miteinander verbindet, zeichnete und malte er die Straßen, die gotischen Gebäude, den geschäftigen Hafen und die Szenen des städtischen Lebens.
Obwohl er sich hauptsächlich in Rouen aufhielt, schuf er auch Werke außerhalb der Stadt, z. B. nach einer Kreuzfahrt nach Norwegen, die seine Fähigkeit zeigen, verschiedene Lichtverhältnisse einzufangen. Nach dem Zweiten Weltkrieg dokumentierte er die teilweise zerstörte Stadt Rouen und widmete sich auch anderen künstlerischen Projekten wie Kirchenfenstern und Schiffsdekorationen. Sein umfangreiches und vielfältiges Werk gilt heute als Zeugnis des Lebens in Rouen zwischen den beiden Weltkriegen und in den 1950er Jahren.